# Smartwings Slovakia
Smartwings Slovakia, precedentemente Travel Service Slovakia, è una compagnia aerea charter slovacca con sede a Bratislava, in Slovacchia. L'azienda è stata fondata nel 2010 e opera dall'aeroporto di Bratislava. È una sussidiaria di Smartwings (precedentemente denominata Travel Service) dalla Repubblica Ceca. Nel dicembre 2018 ha adottato il nuovo nome a seguito del rebranding della compagnia madre.

## Flotta
Ad aprile 2025 la flotta di Smartwings Slovakia è così composta: